# Karolis
Karolis ist ein litauischer männlicher Vorname, abgeleitet von Karol. 

## Namensträger

### Vornamen
- Karolis Neimantas (* 1991), Politiker,  Mitglied des Seimas
- Karolis Podolskis (* 1985), Politiker,  Mitglied des Seimas
- Karolis Požėla (1896–1926), Revolutionär, Mitbegründer der Kommunistischen Partei Litauens
- Karolis Stanislovas Radvila (1669–1719),  Magnat aus dem Haus Radziwill und Großkanzler von Litauen
- Karolis Stanislovas Radvila (1734–1790), polnisch-litauischer Adliger, Woiwode von Vilnius und Starost von Lemberg
- Karolis Zlatkauskas (* 1985), Biathlet
- Karolis Žalkauskas (1892–1961), Richter und Politiker, Innenminister
- Karolis Žemaitis (* 1993), Wirtschaftspolitiker, Vizeminister

### Nachnamen
- Adolfo De Karolis (1874–1928), italienischer Maler, Stecher, Illustrator, Xlograpjh und Fotograf, siehe Adolfo De Carolis